# Emberiza schoeniclus
Il migliarino di palude (Emberiza schoeniclus (Linnaeus, 1758)) è un uccello della famiglia degli Emberizidi.

## Descrizione
La schiena di questo zigolo è simile a quella di altri uccelli del genere Emberiza e presenta delle striature marroni e nere; il maschio ha un cappuccio nero sulla testa che termina con un collare bianco; petto e ventre sono chiari; il becco è conico da granivoro.

## Biologia

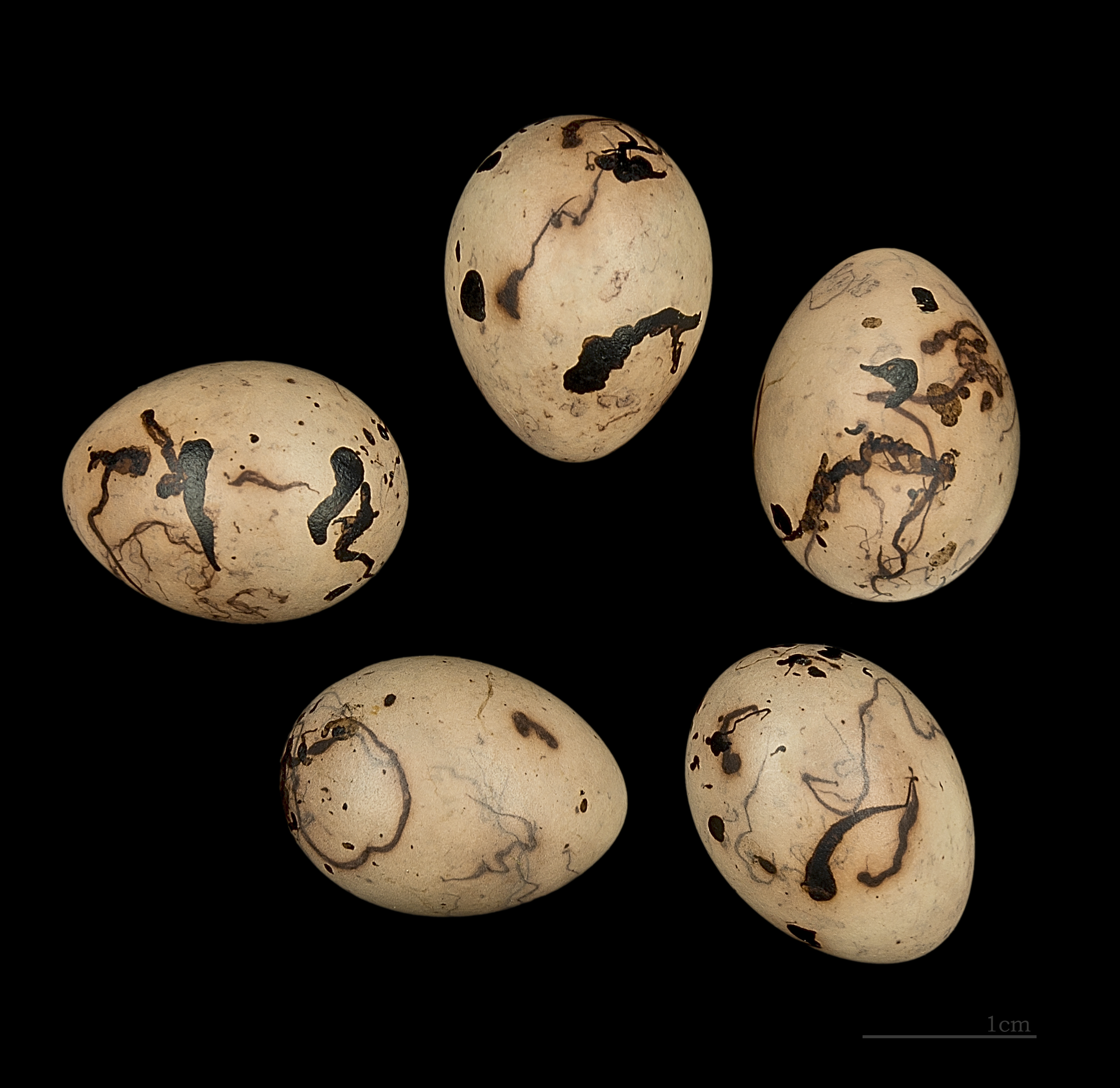
Emberiza schoeniclus

### Alimentazione
Come tutti gli zigoli, si nutre di semi, specie quelli che si sviluppano nelle zone palustri, ma non si fa scappare insetti e molluschi, specie nei mesi caldi.

### Riproduzione
Nidifica nei mesi tra aprile e luglio.

## Distribuzione e habitat
Dal nome italiano, si capisce che il suo habitat naturale sono le zone dove c'è acqua; non è un uccello molto comune in Italia, sono poche le coppie nidificanti, nel resto del mondo lo si può trovare nell'emisfero nord, di Europa, Asia, ed Africa. 
È possibile incontrarlo anche non in prossimità di zone umide in ottobre/novembre quando migra dalle regioni più settentrionali verso quelle meridionali.

## Sistematica
Sono note le seguenti sottospecie:
- Emberiza schoeniclus lusitanica  Steinbacher, 1930
- Emberiza schoeniclus schoeniclus  (Linnaeus, 1758)Russia
- Emberiza schoeniclus passerina  Pallas, 1771
- Emberiza schoeniclus parvirostris  Buturlin, 1910
- Emberiza schoeniclus pyrrhulina  (Swinhoe, 1876)
- Emberiza schoeniclus pallidior  Hartert, 1904
- Emberiza schoeniclus stresemanni  Steinbacher, 1930
- Emberiza schoeniclus ukrainae  (Zarudny, 1917)
- Emberiza schoeniclus incognita  (Zarudny, 1917)
- Emberiza schoeniclus witherbyi  von Jordans, 1923
- Emberiza schoeniclus intermedia  Degland, 1849
- Emberiza schoeniclus tschusii  Reiser & Almasy, 1898
- Emberiza schoeniclus reiseri  Hartert, 1904'
- Emberiza schoeniclus caspia  Ménétries, 1832'
- Emberiza schoeniclus korejewi  (Zarudny, 1907)'
- Emberiza schoeniclus pyrrhuloides  Pallas, 1811'
- Emberiza schoeniclus harterti  Sushkin, 1906
- Emberiza schoeniclus centralasiae  Hartert, 1904
- Emberiza schoeniclus zaidamensis  Portenko, 1929

## Galleria d'immagini
- Emberiza schoeniclus

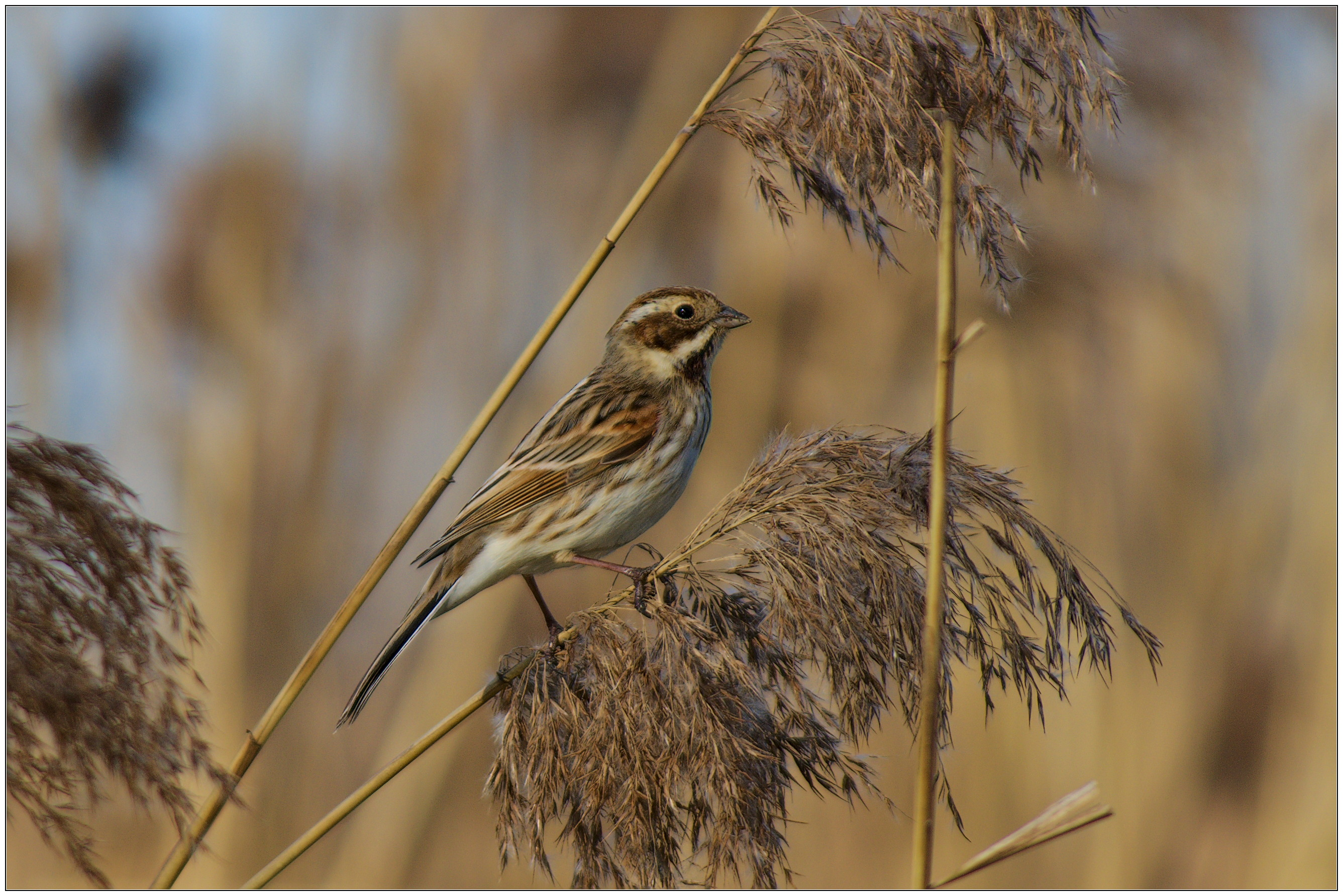
Femmina che si nutre di semi. Fotografata in Italia (Torrile)